# Liga Etoliană

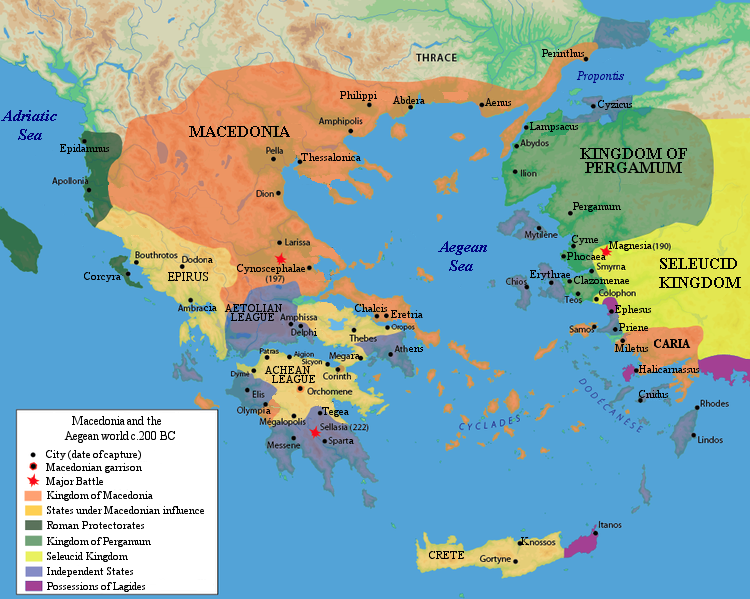
Liga Etoliană şi Grecia în jurul anului 200 î.Hr.

Liga Etoliană a fost o confederație de orașe grecești antice, situată în Etolia. A fost întemeiată cel mai probabilă în perioada elenistică timpurie, aflându-se constant în opoziție cu Macedonia și Liga Aheeană. A câștigat teritorii constant până la sfârșitul secolului al III-lea î.Hr., ocupând orașul Delphi în 290 î.Hr., iar la maxima sa întindere cuprindea toată Grecia Centrală, cu excepția notabilă a Atticăi. Printre regiunile grecești ce au fost ocupate de liga Etoliană se numără: Locris, Malis, Dolopes, părți din Tesalia, Phocis și Acarnania. Spre sfârșitul existenței ligii au aderat și orașe-stat mediteraneene, precum Kidonia de pe insula Creta.

## Organizarea
Cu siguranță, celelalte state grecești au considerat Liga Etoliană un stat semi-barbar. Structura administrativă și politică era complexă, dar armatele sale nu se comparau cu ale puterilor grecești. În acord cu Scholten, liga a fost fundamental o societate de agricultori și păstori, dar prezența elitei de top era indispensabilă. Liga a avut o structură federală formată dintr-un consiliu federal, în care nivelul de reprezentare a fost proporțională cu mărimea contribuției unei comunități pentru armata ligii, o adunare populară a tuturor cetățenilor care se întâlnea de două ori pe an. Prin standardizarea economică, perceperilor impozitelor, utilizarea unei monede comune și de adoptarea unui sistem unitar de măsuri și greutăți demonstrează o centralizare a statului.  

## Istoric

### Origini
Nu se cunoaște exact data fondării ligii. S-a sugerat posibilitatea înființarii de către Epaminondas, alte păreri susțin că a fost fondată în jurul anului nașterii lui Filip al II-lea al Macedoniei. După victoria lui Filip în bătălia de la Cheroneea, în Etolia, la Naupaktos a fost stabilită o garnizoană.

### Alianța și războiul cuRoma
Liga a fost primul aliat grec al Republicii Romane, sprijinându-i pe romanii în timpul primului războiului macedonean, și contribuind la înfrângerea lui Filip al V-lea al Macedoniei în bătălia de la Cynoscephalae în 197 î.Hr., în timpul celui de-al doilea războiului macedonean. Cu toate acestea, a devenit tot mai ostilă față de implicarea romană în afacerile elene și doar câțiva ani mai târziu a hotărât a luptat de partea lui Antiohie al III-lea, împăratul Imperiului Seleucid, în războiul sirian. Înfrângerea lui Antiohie în 189 î.Hr., a obligat liga să semneze un tratat de pace cu Roma. Deși a continuat să existe cu numele, puterea ligii a fost distrusă de către tratat și niciodată nu a constituit o forță politică semnificativă sau militar.